# Луница
Луница (бел. Луніца) — деревня в Червенском районе Минской области Беларуси. Входит в состав Ляденского сельсовета.

## Географическое положение
Расположена в 23 километрах к востоку от Червеня, в 85 км от Минска, в 24 км от станции Гродзянка на линии Гродзянка—Верейцы.

## История
Населённый пункт известен с XVIII века. На 1800 год упоминается как деревня Луничь, насчитывавшая 3 двора и 10 жителей околичной шляхты, принадлежавшая Г. Шевичу и входившая в состав Игуменского уезда Минской губернии. На 1858 год деревня Бегополье (позднее переименована в Луницу), относящаяся к принадлежавшему помещику Шевичу имению Ивановск, здесь было 69 жителей. В 1870 году деревня Бегополье входила в Юровичскую волость, здесь насчитывалось 25 душ мужского пола. Согласно переписи населения Российской империи 1897 года деревня Бегомполь (она же Луница), здесь было 20 дворов, проживали 160 человек. На начало XX века насчитывалось 23 двора и 228 жителей. На 1917 год дворов было 31, жителей — 197. С февраля по декабрь 1918 года деревня была оккупирована немцами, с августа 1919 по июль 1920 — поляками. 20 августа 1924 года вошла в состав вновь образованного Хуторского сельсовета Червенского района Минского округа (с 20 февраля 1938 — Минской области). Согласно переписи населения СССР 1926 года насчитывалось 33 двора, проживали 187 человек. Перед войной, на 1940 год, в деревне было 42 дома и 208 жителей. Во время Великой Отечественной войны деревня была оккупирована немецко-фашистскими захватчиками в июле 1941 года. В июне 1944 года, незадолго до освобождения, фашисты сожгли деревню и убили 15 человек, ещё 5 жителей Луницы не вернулись с фронта. Освобождена в июле 1944 года. На 1960 год население деревни составило 158 человек. В 1980-е годы деревня относилась к совхозу «Нива». На 1997 год здесь было 22 дома и 31 житель, работала ферма крупного рогатого скота. 30 октября 2009 года в связи с упразднением Хуторского сельсовета вошла в состав Колодежского сельсовета. 28 мая 2013 года передана в Ляденский сельсовет. На 2013 год 8 круглогодично жилых домов, 8 постоянных жителей.

## Население
- 1800 — 3 двора, 10 жителей
- 1858 — 69 жителей
- 1870 — 25 мужчин
- 1897 — 20 дворов, 160 жителей
- начало XX века — 23 двора, 228 жителей
- 1917 — 31 двор, 197 жителей
- 1926 — 33 двора, 187 жителей
- 1940 — 42 двора, 208 жителей
- 1960 — 158 жителей
- 1997 — 22 двора, 31 житель
- 2013 — 8 дворов, 8 жителей